# Horacio Carochi

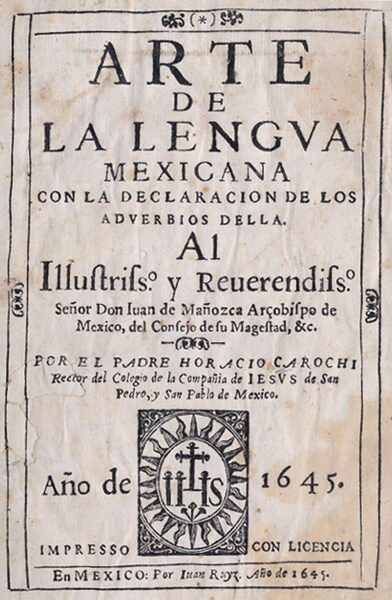
Portada de Arte de la Lengua mexicana con la declaración de los adverbios della

Horacio Carochi (Florencia, Italia, 1579 – Tepotzotlán, Nueva España, 1662) fue un jesuita y filólogo florentino que escribió un vocabulario y gramática del náhuatl clásico, publicados en 1645 bajo el título de Arte de la Lengua Mexicana.
Carochi ingresó a la Compañía de Jesús el 23 de octubre de 1601. Viajó a la Nueva España en donde concluyó sus estudios de filosofía y teología. Se ordenó sacerdote en 1609. Estudió lenguas indígenas en el colegio de Tepotzotlán, aprendió otomí con un maestro indígena y náhuatl con el padre Antonio del Rincón, mestizo emparentado con la nobleza texcocana.
A su vez enseñó lenguas indígenas hasta 1638 que fue nombrado rector del Colegio Máximo de San Pedro y Pablo en la Ciudad de México. En 1644 concluyó el Arte de la lengua mexicana que fue revisado y elogiado por el padre Balthazar González S.J y su amigo Bartholomé de Alva quien había traducido las comedias de Lope y el auto sacramental El gran teatro del mundo de Calderón de la Barca al náhuatl.
En 1645 sumió el cargo de viceprepósito de la Casa Profesa en la Ciudad de México y de consultor de la provincia. Dos años después, en 1647, asumió el cargo de prepósito. En 1657 regresó a Tepotzotlán en donde moriría años más tarde. También es autor de la Gramática del Arte y el Vocabulario de la lengua otomí que el padre Ángel María Garibay ubicaba inédito en la Colección de Manuscritos de Lenguas Indígenas de la Biblioteca Nacional de México pero que otras fuentes dan por extraviado.

## Trabajos
- Arte de la Lengua mexicana con la declaración de todos sus adverbios, impreso en México en 1645
- Vocabulario copioso de la Lengua mexicana
- Gramática de la Lengua Otomí
- Vocabulario Otomí
- Sermones en Lengua mexicana